# دشت آهو (آوج)
دشت آهو روستایی از توابع بخش آبگرم شهرستان آوج در استان قزوین ایران است.
لطفعلی محمدی بزرگ خاندان ،خان و بنیان گذار روستای دشت آهو نوین بوده است
خدمات ایشان: 
بازپسگیری زمین های روستا 
آوردن برق 
آباد کردن روستا و تشویق مردم به بازگشت به اصالت خود 
برقرای نظم در روستا

## جمعیت
این روستا در دهستان آبگرم قرار دارد و براساس سرشماری مرکز آمار ایران در سال ۱۳۸۵، جمعیت آن زیر سه خانوار بوده است.
اکنون در سال ۹۸ جمعیت این روستا در حدود ۲۰۰ نفر می‌باشد